# Fotheringay
Fotheringay war eine britische Folk-Rock-Band, die von Sandy Denny 1970 nach ihrem Ausstieg bei Fairport Convention gegründet wurde.
Der Bandname wurde der melancholischen Ballade Fotheringay von Sandy Denny entlehnt, die sie mit Fairport Convention 1969 auf dem Album What We Did on Our Holidays veröffentlicht hatte. Dessen Text handelt von der Gefangenschaft und bevorstehenden Hinrichtung der schottischen Königin Maria Stuart auf Fotheringhay Castle.
Musikalisch bot das Album ausgereifte Folk- und Rocksongs mit gelegentlichen Country- oder Blues-Anleihen. 1971, während der Arbeiten für ein zweites Album, löste sich die Band auf, und Sandy Denny startete auf Anraten des Bandmitglieds und ihres späteren Ehemannes Trevor Lucas eine Solokarriere. Erst im September 2008, 30 Jahre nach Sandy Dennys Tod 1978, erschien das zweite Album Fotheringay 2. Jerry Donahue hatte es aus den Originalaufnahmen des geplanten zweiten Albums zusammengestellt.

## Diskografie
Alben
- 1970: Fotheringay
- 2008: Fotheringay 2
- 2011: Essen 1970

Kompilationen
- 2015: Nothing More – The Collected Fotheringay